# Dicranum subpungens
Dicranum subpungens är en bladmossart som beskrevs av Georg Ernst Ludwig Hampe 1860. Dicranum subpungens ingår i släktet kvastmossor, och familjen Dicranaceae. Inga underarter finns listade i Catalogue of Life.